# Turma da Praia

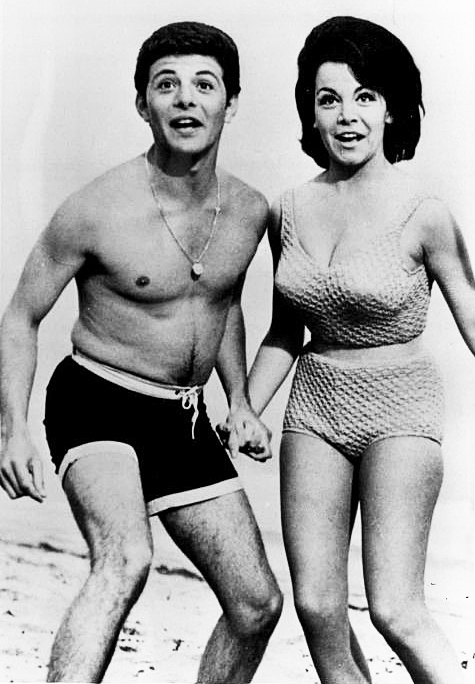
Frankie Avalon e Annette Funicello

A turma da praia é como ficou conhecido no Brasil o grupo de personagens principais da série de filmes chamada em inglês de Beach party ("Festa na praia"). Os filmes foram lançados nos anos de 1960 pela American International Pictures (AIP). O primeiro de 1963, Beach Party, foi um grande sucesso de bilheteria e criou um gênero que gerou sequências e foi copiado por outros estúdios. Precursores tinham sido os filmes da Columbia Pictures Gidget (1959), estrelado por Sandra Dee como uma garota surfista e Gidget Goes Hawaiian (1961). Os executivos da American International pegaram a ideia de Gidget, adicionaram mais música e biquinis e removeram referências aos pais. Esses filmes ajudaram a popularizar a chamada "surf music", com performances de vários grupos conhecidos desse estilo inclusas nas produções. A Turma da Praia ficou muito conhecida no Brasil, principalmente no início dos anos de 1970, com os filmes sendo apresentados como grandes atrações da "Sessão da Tarde" da TV Globo, geralmente nos períodos das férias de verão.
A intenção original desses filmes eram ser versões de baixo orçamentos dos musicais de Elvis Presley e das comédias românticas de Doris Day, dirigidos ao público adolescente. Com o tempo ganharam um estilo próprio.
Batizados de gênero "Filmes das Festas na Praia", na verdade em muitos deles não há cenas de surfe ou praia. A chamada "série clássica" da AIP é composta de sete filmes.

## Tramas
As tramas dos filmes da "Turma da Praia" da AIP geralmente giravam em torno dos namorados Frankie (Frankie Avalon) e Dolores/Dee Dee (Annette Funicello), com um tentando provocar ciúmes no outro com algum recém-chegado enquanto eles e seus amigos viviam aventuras dentro e fora da praia, intercaladas por canções. O elenco principal seguia as mesmas características (com alguns nomes sendo trocados) e os vilões, com exceção de Muscle Beach Party, eram os integrantes da gangue de motociclistas dos Ratos (ou Ratos e Camundongos quando incluia Alberta Nelson de The Andy Griffith Show) liderada por Eric Von Zipper (interpretado pelo comediante Harvey Lembeck, que fazia uma paródia de Marlon Brando no filme The Wild One).

## Piadas recorrentes
Uma "gag" comum era Frankie falar com a câmera após alguma discussão com Dolores/Dee Dee.A mais popular, contudo, era a "Suspensão Himalaia" (em inglês "The Himalayan Suspender"), uma técnica de luta criada originariamente pelo Professor Sutwell em Beach Party, que consistia em paralisar alguém pressionando o dedo indicador em determinado ponto do crânio dele. O motociclista Eric Von Zipper aprendera a técnica com Sutwell e tentava usá-la em outros nos filmes subsequentes, chamando-a de "A vingança dos Ratos" mas a vítima era sempre ele próprio. Ao tentar aplicar a técnica sempre se atrapalhava e ficava paralisado com seu próprio toque, com um sorriso de boca aberta no rosto. Os demais membros da gangue o carregavam e sempre diziam "Eric Von Zipper vai voltar!"

## Participações especiais
Astros veteranos tinham pequenas aparições enquanto os papés de principais coadjuvantes eram dados a algumas celebridades de momento como Don Rickles e Paul Lynde. Os filmes também deram oportunidades a vários futuros astros que se destacariam nos anos seguintes: Tina Louise e Bob Denver (Gilligan's Island), Barbara Eden (I Dream of Jeannie), Marta Kristen (Lost in Space), Linda Evans (The Big Valley), Yvonne Craig (Batman), Meredith MacRae (Petticoat Junction) e Peter Lupus (Mission Impossible). Dentre as participações especiais figuram Buster Keaton, Vincent Price, Elsa Lanchester, Boris Karloff, Dorothy Lamour e Peter Lorre (que aparece em seu penúltimo filme). Também integrantes da série eram os cantores americanos e ingleses famosos da época tais como Stevie Wonder, Nancy Sinatra, Donna Loren, The Supremes, The Beach Boys, The Animals, Little Richard, The Righteous Brothers, The Kingsmen, The Pyramids, The Hondells e Dick Dale and The Del-Tones. As músicas originais eram compostas por Gary Usher e Roger Christian, ou por Guy Hemric e Jerry Styner. Toni Basil era o coreógrafo das sequências de danças em  Village of the Giants e aparece com a bailarina não creditada Teri Garr em Pajama Party. Don Weis e William Asher dirigiram os filmes da série da AIP, com a esposa de Asher na época (Elizabeth Montgomery) fazendo uma dublagem em Bikini Beach e aparecendo diante das câmeras em How to Stuff a Wild Bikini, parodiando seu personagem de  Bewitched.

## Produção
Poucos dos personagens da série eram realmente adolescentes. Frankie Avalon tinha mais de vinte anos, era casado e com filhos quando filmou Beach Blanket Bingo. Muitos dos filmes tiveram como cenário Paradise Cove em Malibu, Califórnia e outros tanto foram feitos no inverno, para terem tempo de serem liberados até o verão.

## A "série clássica"
| Filme                             | Data do lançamento     | Também estrelando:                                                  |
| --------------------------------- | ---------------------- | ------------------------------------------------------------------- |
| Beach Party                       | 7 de agosto de 1963    | Bob Cummings, Dorothy Malone e Morey Amsterdam                      |
| Muscle Beach Party                | 25 de março de 1964    | Peter Lupus, Luciana Paluzzi e Buddy Hackett                        |
| Bikini Beach                      | 22 de julho de 1964    | Keenan Wynn e Martha Hyer                                           |
| Pajama Party                      | 11 de novembro de 1964 | Jesse White e Ben Lessy                                             |
| Beach Blanket Bingo               | 14 de abril de 1965    | Paul Lynde, Linda Evans, Marta Kristen e Timothy Carey              |
| How to Stuff a Wild Bikini        | 14 de julho de 1965    | Mickey Rooney, Beverly Adams, Len Lesser, Irene Tsu e Brian Donlevy |
| The Ghost in the Invisible Bikini | 6 de abril de 1966     | Basil Rathbone, Benny Rubin e Francis X. Bushman                    |

O elenco regular inclui John Ashley, Luree Holmes, Jody McCrea, Salli Sachse, Michael Nader, Candy Johnson, Johnny Fain, Valora Noland, Andy Romano, Susan Hart, Jerry Brutsche e Linda Rogers.
O filme de comédia de espionagem Dr. Goldfoot and the Bikini Machine (com Frankie Avalon) anunciou The Girl in the Glass Bikini como o próximo filme de Funicello e Avalon. Contudo, ele foi lançado como Ghost in the Invisible Bikini (1966) com Tommy Kirk e Deborah Walley nos papeis do casal de protagonistas e um novo elenco de apoio (incluindo a cantora Nancy Sinatra). Dessa feita a fórmula não funcionou. Funicello e Avalon apareceram juntos em Fireball 500, um filme adolescente sobre corridas de carros (que criou um gênero considerado substituto para os filmes da praia). Thunder Alley foi lançado na sequência, com Funicello.
Avalon e Funicello estrelaram pela Paramount Pictures Back to the Beach em 1987, lembrando seus antigos personagens da praia. O filme foi bem nas bilheterias e o casal foi sondado para realizar uma sequência que, com os problemas de saúde de Funicello (esclerose múltipla), acabou nunca sendo produzida.

## Outros filmes do gênero
O sucesso da série da AIP causou muitas imitações. Em 1964 Surf Party com Bobby Vinton e Jackie DeShannon foi lançado, Ride the Wild Surf com Fabian, Barbara Eden e Shelley Fabares; e For Those Who Think Young com James Darren, Pamela Tiffin, Tina Louise, Bob Denver, Nancy Sinatra e Paul Lynde. Darren havia co-estrelado três filmes da série Gidget. Lynde apareceu no filme da AIP Beach Blanket Bingo em 1965.
Promovido como o "Primeiro musical de horror", o filme The Horror of Party Beach (1964), realizado em Connecticut, além das músicas e motociclistas, trazia um monstro criado por lixo radioativo.
Em 1965, Elvis Presley faria seu exemplar no gênero chamado Girl Happy. Nesse ano também surgiram variações, com locações sem ser na praia ou mesmo com histórias que não eram comédias. Exemplares são Village of the Giants (que misturou o gênero "praia" com ficção científica), Beach Girls and the Monster (fusão com o gênero horror), One-Way Wahini (canções e mistério ambientados no Havaí) e Get Yourself A College Girl, com a história em um campus e com as primeiras aparições de bandas inglesas nos filmes (The Animals e Dave Clark Five). 1965 é tido como o ano do auge da popularidade do gênero.
Na televisão, houve o relançamento da série de 1959-1963 Gidget, agora estrelada pela atriz de 19 anos de idade Sally Field, que interpretava uma surfista da Califórnia. A série foi ao ar nos anos de 1965 e 1966.